# Liste der Abgeordneten zum Südtiroler Landtag (II. Legislaturperiode)
Die Liste der Abgeordneten zum II. Südtiroler Landtag listet alle bei der Landtagswahl 1952 gewählten Abgeordneten und etwaige Nachrücker auf.

## Abgeordnete
| Mitglied des Landtages          | Partei oder Wahlbündnis                 |
| ------------------------------- | --------------------------------------- |
| Walther Amonn                   | Südtiroler Volkspartei                  |
| Alfons Benedikter               | Südtiroler Volkspartei                  |
| Armando Bertorelle              | Democrazia Cristiana                    |
| Peter Brugger                   | Südtiroler Volkspartei                  |
| Marcello Caminiti               | Partito Socialista Italiano             |
| Albino Dell’Antonio             | Democrazia Cristiana                    |
| Hans Dietl                      | Südtiroler Volkspartei                  |
| Karl Erckert 1                  | Südtiroler Volkspartei                  |
| Albuin Forer                    | Südtiroler Volkspartei                  |
| Josef Graber                    | Südtiroler Volkspartei                  |
| Hans Kiem 2                     | Südtiroler Volkspartei                  |
| Silvius Magnago                 | Südtiroler Volkspartei                  |
| Hans Mayr                       | Südtiroler Volkspartei                  |
| Andrea Mitolo                   | Movimento Sociale Italiano              |
| Decio Molignoni                 | Partito Socialista Democratico Italiano |
| Ettore Nardin                   | Partito Comunista Italiano              |
| Sandro Panizza                  | Democrazia Cristiana                    |
| Alois Pupp                      | Südtiroler Volkspartei                  |
| Anton Schatz                    | Südtiroler Volkspartei                  |
| Vinzenz Stötter                 | Südtiroler Volkspartei                  |
| Heinrich Theiner                | Südtiroler Volkspartei                  |
| Robert von Fioreschy            | Südtiroler Volkspartei                  |
| Marius Günther von Unterrichter | Südtiroler Volkspartei                  |

1 nach seinem Tod am 5. Jänner 1956 durch Hans Kiem ersetzt
2 nach dem Tod von Karl Erckert am 5. Jänner 1956 nachgerückt